# Келлера-1 парадокс
Парадо́кс Келлера-1 — ідея в шаховій композиції. Суть ідеї — тактична комбінація з активною жертвою білої фігури на поле, яке щойно атакували чорні.

## Історія
Цю ідею запропонував німецький шаховий композитор Михайло Келлер (31.05.1949).
В задачі після першого ходу білих чорні захищаючись атакують певне тематичне поле, а білі на це поле активно жертвують свою фігуру, в результаті чого досягають мети.
Очевидна парадоксальність ідеї дала їй назву — парадокс Келлера-1. В Михайла Келлера є ще одна ідея, яка має назву — парадокс Келлера-2.
|   | a | b | c | d | e | f | g | h |   |
| 8 | d8 чорний кінь · c7 чорний слон · f7 чорний пішак · c6 чорний кінь · d6 чорний пішак · f6 білий пішак · h6 біла тура · b5 білий пішак · d5 чорний пішак · e5 чорний король · g5 білий кінь · e4 білий кінь · e3 білий пішак · h3 білий пішак · a2 білий ферзь · b2 білий король · f2 біла тура | d8 чорний кінь · c7 чорний слон · f7 чорний пішак · c6 чорний кінь · d6 чорний пішак · f6 білий пішак · h6 біла тура · b5 білий пішак · d5 чорний пішак · e5 чорний король · g5 білий кінь · e4 білий кінь · e3 білий пішак · h3 білий пішак · a2 білий ферзь · b2 білий король · f2 біла тура | d8 чорний кінь · c7 чорний слон · f7 чорний пішак · c6 чорний кінь · d6 чорний пішак · f6 білий пішак · h6 біла тура · b5 білий пішак · d5 чорний пішак · e5 чорний король · g5 білий кінь · e4 білий кінь · e3 білий пішак · h3 білий пішак · a2 білий ферзь · b2 білий король · f2 біла тура | d8 чорний кінь · c7 чорний слон · f7 чорний пішак · c6 чорний кінь · d6 чорний пішак · f6 білий пішак · h6 біла тура · b5 білий пішак · d5 чорний пішак · e5 чорний король · g5 білий кінь · e4 білий кінь · e3 білий пішак · h3 білий пішак · a2 білий ферзь · b2 білий король · f2 біла тура | d8 чорний кінь · c7 чорний слон · f7 чорний пішак · c6 чорний кінь · d6 чорний пішак · f6 білий пішак · h6 біла тура · b5 білий пішак · d5 чорний пішак · e5 чорний король · g5 білий кінь · e4 білий кінь · e3 білий пішак · h3 білий пішак · a2 білий ферзь · b2 білий король · f2 біла тура | d8 чорний кінь · c7 чорний слон · f7 чорний пішак · c6 чорний кінь · d6 чорний пішак · f6 білий пішак · h6 біла тура · b5 білий пішак · d5 чорний пішак · e5 чорний король · g5 білий кінь · e4 білий кінь · e3 білий пішак · h3 білий пішак · a2 білий ферзь · b2 білий король · f2 біла тура | d8 чорний кінь · c7 чорний слон · f7 чорний пішак · c6 чорний кінь · d6 чорний пішак · f6 білий пішак · h6 біла тура · b5 білий пішак · d5 чорний пішак · e5 чорний король · g5 білий кінь · e4 білий кінь · e3 білий пішак · h3 білий пішак · a2 білий ферзь · b2 білий король · f2 біла тура | d8 чорний кінь · c7 чорний слон · f7 чорний пішак · c6 чорний кінь · d6 чорний пішак · f6 білий пішак · h6 біла тура · b5 білий пішак · d5 чорний пішак · e5 чорний король · g5 білий кінь · e4 білий кінь · e3 білий пішак · h3 білий пішак · a2 білий ферзь · b2 білий король · f2 біла тура | 8 |
| 7 | d8 чорний кінь · c7 чорний слон · f7 чорний пішак · c6 чорний кінь · d6 чорний пішак · f6 білий пішак · h6 біла тура · b5 білий пішак · d5 чорний пішак · e5 чорний король · g5 білий кінь · e4 білий кінь · e3 білий пішак · h3 білий пішак · a2 білий ферзь · b2 білий король · f2 біла тура | d8 чорний кінь · c7 чорний слон · f7 чорний пішак · c6 чорний кінь · d6 чорний пішак · f6 білий пішак · h6 біла тура · b5 білий пішак · d5 чорний пішак · e5 чорний король · g5 білий кінь · e4 білий кінь · e3 білий пішак · h3 білий пішак · a2 білий ферзь · b2 білий король · f2 біла тура | d8 чорний кінь · c7 чорний слон · f7 чорний пішак · c6 чорний кінь · d6 чорний пішак · f6 білий пішак · h6 біла тура · b5 білий пішак · d5 чорний пішак · e5 чорний король · g5 білий кінь · e4 білий кінь · e3 білий пішак · h3 білий пішак · a2 білий ферзь · b2 білий король · f2 біла тура | d8 чорний кінь · c7 чорний слон · f7 чорний пішак · c6 чорний кінь · d6 чорний пішак · f6 білий пішак · h6 біла тура · b5 білий пішак · d5 чорний пішак · e5 чорний король · g5 білий кінь · e4 білий кінь · e3 білий пішак · h3 білий пішак · a2 білий ферзь · b2 білий король · f2 біла тура | d8 чорний кінь · c7 чорний слон · f7 чорний пішак · c6 чорний кінь · d6 чорний пішак · f6 білий пішак · h6 біла тура · b5 білий пішак · d5 чорний пішак · e5 чорний король · g5 білий кінь · e4 білий кінь · e3 білий пішак · h3 білий пішак · a2 білий ферзь · b2 білий король · f2 біла тура | d8 чорний кінь · c7 чорний слон · f7 чорний пішак · c6 чорний кінь · d6 чорний пішак · f6 білий пішак · h6 біла тура · b5 білий пішак · d5 чорний пішак · e5 чорний король · g5 білий кінь · e4 білий кінь · e3 білий пішак · h3 білий пішак · a2 білий ферзь · b2 білий король · f2 біла тура | d8 чорний кінь · c7 чорний слон · f7 чорний пішак · c6 чорний кінь · d6 чорний пішак · f6 білий пішак · h6 біла тура · b5 білий пішак · d5 чорний пішак · e5 чорний король · g5 білий кінь · e4 білий кінь · e3 білий пішак · h3 білий пішак · a2 білий ферзь · b2 білий король · f2 біла тура | d8 чорний кінь · c7 чорний слон · f7 чорний пішак · c6 чорний кінь · d6 чорний пішак · f6 білий пішак · h6 біла тура · b5 білий пішак · d5 чорний пішак · e5 чорний король · g5 білий кінь · e4 білий кінь · e3 білий пішак · h3 білий пішак · a2 білий ферзь · b2 білий король · f2 біла тура | 7 |
| 6 | d8 чорний кінь · c7 чорний слон · f7 чорний пішак · c6 чорний кінь · d6 чорний пішак · f6 білий пішак · h6 біла тура · b5 білий пішак · d5 чорний пішак · e5 чорний король · g5 білий кінь · e4 білий кінь · e3 білий пішак · h3 білий пішак · a2 білий ферзь · b2 білий король · f2 біла тура | d8 чорний кінь · c7 чорний слон · f7 чорний пішак · c6 чорний кінь · d6 чорний пішак · f6 білий пішак · h6 біла тура · b5 білий пішак · d5 чорний пішак · e5 чорний король · g5 білий кінь · e4 білий кінь · e3 білий пішак · h3 білий пішак · a2 білий ферзь · b2 білий король · f2 біла тура | d8 чорний кінь · c7 чорний слон · f7 чорний пішак · c6 чорний кінь · d6 чорний пішак · f6 білий пішак · h6 біла тура · b5 білий пішак · d5 чорний пішак · e5 чорний король · g5 білий кінь · e4 білий кінь · e3 білий пішак · h3 білий пішак · a2 білий ферзь · b2 білий король · f2 біла тура | d8 чорний кінь · c7 чорний слон · f7 чорний пішак · c6 чорний кінь · d6 чорний пішак · f6 білий пішак · h6 біла тура · b5 білий пішак · d5 чорний пішак · e5 чорний король · g5 білий кінь · e4 білий кінь · e3 білий пішак · h3 білий пішак · a2 білий ферзь · b2 білий король · f2 біла тура | d8 чорний кінь · c7 чорний слон · f7 чорний пішак · c6 чорний кінь · d6 чорний пішак · f6 білий пішак · h6 біла тура · b5 білий пішак · d5 чорний пішак · e5 чорний король · g5 білий кінь · e4 білий кінь · e3 білий пішак · h3 білий пішак · a2 білий ферзь · b2 білий король · f2 біла тура | d8 чорний кінь · c7 чорний слон · f7 чорний пішак · c6 чорний кінь · d6 чорний пішак · f6 білий пішак · h6 біла тура · b5 білий пішак · d5 чорний пішак · e5 чорний король · g5 білий кінь · e4 білий кінь · e3 білий пішак · h3 білий пішак · a2 білий ферзь · b2 білий король · f2 біла тура | d8 чорний кінь · c7 чорний слон · f7 чорний пішак · c6 чорний кінь · d6 чорний пішак · f6 білий пішак · h6 біла тура · b5 білий пішак · d5 чорний пішак · e5 чорний король · g5 білий кінь · e4 білий кінь · e3 білий пішак · h3 білий пішак · a2 білий ферзь · b2 білий король · f2 біла тура | d8 чорний кінь · c7 чорний слон · f7 чорний пішак · c6 чорний кінь · d6 чорний пішак · f6 білий пішак · h6 біла тура · b5 білий пішак · d5 чорний пішак · e5 чорний король · g5 білий кінь · e4 білий кінь · e3 білий пішак · h3 білий пішак · a2 білий ферзь · b2 білий король · f2 біла тура | 6 |
| 5 | d8 чорний кінь · c7 чорний слон · f7 чорний пішак · c6 чорний кінь · d6 чорний пішак · f6 білий пішак · h6 біла тура · b5 білий пішак · d5 чорний пішак · e5 чорний король · g5 білий кінь · e4 білий кінь · e3 білий пішак · h3 білий пішак · a2 білий ферзь · b2 білий король · f2 біла тура | d8 чорний кінь · c7 чорний слон · f7 чорний пішак · c6 чорний кінь · d6 чорний пішак · f6 білий пішак · h6 біла тура · b5 білий пішак · d5 чорний пішак · e5 чорний король · g5 білий кінь · e4 білий кінь · e3 білий пішак · h3 білий пішак · a2 білий ферзь · b2 білий король · f2 біла тура | d8 чорний кінь · c7 чорний слон · f7 чорний пішак · c6 чорний кінь · d6 чорний пішак · f6 білий пішак · h6 біла тура · b5 білий пішак · d5 чорний пішак · e5 чорний король · g5 білий кінь · e4 білий кінь · e3 білий пішак · h3 білий пішак · a2 білий ферзь · b2 білий король · f2 біла тура | d8 чорний кінь · c7 чорний слон · f7 чорний пішак · c6 чорний кінь · d6 чорний пішак · f6 білий пішак · h6 біла тура · b5 білий пішак · d5 чорний пішак · e5 чорний король · g5 білий кінь · e4 білий кінь · e3 білий пішак · h3 білий пішак · a2 білий ферзь · b2 білий король · f2 біла тура | d8 чорний кінь · c7 чорний слон · f7 чорний пішак · c6 чорний кінь · d6 чорний пішак · f6 білий пішак · h6 біла тура · b5 білий пішак · d5 чорний пішак · e5 чорний король · g5 білий кінь · e4 білий кінь · e3 білий пішак · h3 білий пішак · a2 білий ферзь · b2 білий король · f2 біла тура | d8 чорний кінь · c7 чорний слон · f7 чорний пішак · c6 чорний кінь · d6 чорний пішак · f6 білий пішак · h6 біла тура · b5 білий пішак · d5 чорний пішак · e5 чорний король · g5 білий кінь · e4 білий кінь · e3 білий пішак · h3 білий пішак · a2 білий ферзь · b2 білий король · f2 біла тура | d8 чорний кінь · c7 чорний слон · f7 чорний пішак · c6 чорний кінь · d6 чорний пішак · f6 білий пішак · h6 біла тура · b5 білий пішак · d5 чорний пішак · e5 чорний король · g5 білий кінь · e4 білий кінь · e3 білий пішак · h3 білий пішак · a2 білий ферзь · b2 білий король · f2 біла тура | d8 чорний кінь · c7 чорний слон · f7 чорний пішак · c6 чорний кінь · d6 чорний пішак · f6 білий пішак · h6 біла тура · b5 білий пішак · d5 чорний пішак · e5 чорний король · g5 білий кінь · e4 білий кінь · e3 білий пішак · h3 білий пішак · a2 білий ферзь · b2 білий король · f2 біла тура | 5 |
| 4 | d8 чорний кінь · c7 чорний слон · f7 чорний пішак · c6 чорний кінь · d6 чорний пішак · f6 білий пішак · h6 біла тура · b5 білий пішак · d5 чорний пішак · e5 чорний король · g5 білий кінь · e4 білий кінь · e3 білий пішак · h3 білий пішак · a2 білий ферзь · b2 білий король · f2 біла тура | d8 чорний кінь · c7 чорний слон · f7 чорний пішак · c6 чорний кінь · d6 чорний пішак · f6 білий пішак · h6 біла тура · b5 білий пішак · d5 чорний пішак · e5 чорний король · g5 білий кінь · e4 білий кінь · e3 білий пішак · h3 білий пішак · a2 білий ферзь · b2 білий король · f2 біла тура | d8 чорний кінь · c7 чорний слон · f7 чорний пішак · c6 чорний кінь · d6 чорний пішак · f6 білий пішак · h6 біла тура · b5 білий пішак · d5 чорний пішак · e5 чорний король · g5 білий кінь · e4 білий кінь · e3 білий пішак · h3 білий пішак · a2 білий ферзь · b2 білий король · f2 біла тура | d8 чорний кінь · c7 чорний слон · f7 чорний пішак · c6 чорний кінь · d6 чорний пішак · f6 білий пішак · h6 біла тура · b5 білий пішак · d5 чорний пішак · e5 чорний король · g5 білий кінь · e4 білий кінь · e3 білий пішак · h3 білий пішак · a2 білий ферзь · b2 білий король · f2 біла тура | d8 чорний кінь · c7 чорний слон · f7 чорний пішак · c6 чорний кінь · d6 чорний пішак · f6 білий пішак · h6 біла тура · b5 білий пішак · d5 чорний пішак · e5 чорний король · g5 білий кінь · e4 білий кінь · e3 білий пішак · h3 білий пішак · a2 білий ферзь · b2 білий король · f2 біла тура | d8 чорний кінь · c7 чорний слон · f7 чорний пішак · c6 чорний кінь · d6 чорний пішак · f6 білий пішак · h6 біла тура · b5 білий пішак · d5 чорний пішак · e5 чорний король · g5 білий кінь · e4 білий кінь · e3 білий пішак · h3 білий пішак · a2 білий ферзь · b2 білий король · f2 біла тура | d8 чорний кінь · c7 чорний слон · f7 чорний пішак · c6 чорний кінь · d6 чорний пішак · f6 білий пішак · h6 біла тура · b5 білий пішак · d5 чорний пішак · e5 чорний король · g5 білий кінь · e4 білий кінь · e3 білий пішак · h3 білий пішак · a2 білий ферзь · b2 білий король · f2 біла тура | d8 чорний кінь · c7 чорний слон · f7 чорний пішак · c6 чорний кінь · d6 чорний пішак · f6 білий пішак · h6 біла тура · b5 білий пішак · d5 чорний пішак · e5 чорний король · g5 білий кінь · e4 білий кінь · e3 білий пішак · h3 білий пішак · a2 білий ферзь · b2 білий король · f2 біла тура | 4 |
| 3 | d8 чорний кінь · c7 чорний слон · f7 чорний пішак · c6 чорний кінь · d6 чорний пішак · f6 білий пішак · h6 біла тура · b5 білий пішак · d5 чорний пішак · e5 чорний король · g5 білий кінь · e4 білий кінь · e3 білий пішак · h3 білий пішак · a2 білий ферзь · b2 білий король · f2 біла тура | d8 чорний кінь · c7 чорний слон · f7 чорний пішак · c6 чорний кінь · d6 чорний пішак · f6 білий пішак · h6 біла тура · b5 білий пішак · d5 чорний пішак · e5 чорний король · g5 білий кінь · e4 білий кінь · e3 білий пішак · h3 білий пішак · a2 білий ферзь · b2 білий король · f2 біла тура | d8 чорний кінь · c7 чорний слон · f7 чорний пішак · c6 чорний кінь · d6 чорний пішак · f6 білий пішак · h6 біла тура · b5 білий пішак · d5 чорний пішак · e5 чорний король · g5 білий кінь · e4 білий кінь · e3 білий пішак · h3 білий пішак · a2 білий ферзь · b2 білий король · f2 біла тура | d8 чорний кінь · c7 чорний слон · f7 чорний пішак · c6 чорний кінь · d6 чорний пішак · f6 білий пішак · h6 біла тура · b5 білий пішак · d5 чорний пішак · e5 чорний король · g5 білий кінь · e4 білий кінь · e3 білий пішак · h3 білий пішак · a2 білий ферзь · b2 білий король · f2 біла тура | d8 чорний кінь · c7 чорний слон · f7 чорний пішак · c6 чорний кінь · d6 чорний пішак · f6 білий пішак · h6 біла тура · b5 білий пішак · d5 чорний пішак · e5 чорний король · g5 білий кінь · e4 білий кінь · e3 білий пішак · h3 білий пішак · a2 білий ферзь · b2 білий король · f2 біла тура | d8 чорний кінь · c7 чорний слон · f7 чорний пішак · c6 чорний кінь · d6 чорний пішак · f6 білий пішак · h6 біла тура · b5 білий пішак · d5 чорний пішак · e5 чорний король · g5 білий кінь · e4 білий кінь · e3 білий пішак · h3 білий пішак · a2 білий ферзь · b2 білий король · f2 біла тура | d8 чорний кінь · c7 чорний слон · f7 чорний пішак · c6 чорний кінь · d6 чорний пішак · f6 білий пішак · h6 біла тура · b5 білий пішак · d5 чорний пішак · e5 чорний король · g5 білий кінь · e4 білий кінь · e3 білий пішак · h3 білий пішак · a2 білий ферзь · b2 білий король · f2 біла тура | d8 чорний кінь · c7 чорний слон · f7 чорний пішак · c6 чорний кінь · d6 чорний пішак · f6 білий пішак · h6 біла тура · b5 білий пішак · d5 чорний пішак · e5 чорний король · g5 білий кінь · e4 білий кінь · e3 білий пішак · h3 білий пішак · a2 білий ферзь · b2 білий король · f2 біла тура | 3 |
| 2 | d8 чорний кінь · c7 чорний слон · f7 чорний пішак · c6 чорний кінь · d6 чорний пішак · f6 білий пішак · h6 біла тура · b5 білий пішак · d5 чорний пішак · e5 чорний король · g5 білий кінь · e4 білий кінь · e3 білий пішак · h3 білий пішак · a2 білий ферзь · b2 білий король · f2 біла тура | d8 чорний кінь · c7 чорний слон · f7 чорний пішак · c6 чорний кінь · d6 чорний пішак · f6 білий пішак · h6 біла тура · b5 білий пішак · d5 чорний пішак · e5 чорний король · g5 білий кінь · e4 білий кінь · e3 білий пішак · h3 білий пішак · a2 білий ферзь · b2 білий король · f2 біла тура | d8 чорний кінь · c7 чорний слон · f7 чорний пішак · c6 чорний кінь · d6 чорний пішак · f6 білий пішак · h6 біла тура · b5 білий пішак · d5 чорний пішак · e5 чорний король · g5 білий кінь · e4 білий кінь · e3 білий пішак · h3 білий пішак · a2 білий ферзь · b2 білий король · f2 біла тура | d8 чорний кінь · c7 чорний слон · f7 чорний пішак · c6 чорний кінь · d6 чорний пішак · f6 білий пішак · h6 біла тура · b5 білий пішак · d5 чорний пішак · e5 чорний король · g5 білий кінь · e4 білий кінь · e3 білий пішак · h3 білий пішак · a2 білий ферзь · b2 білий король · f2 біла тура | d8 чорний кінь · c7 чорний слон · f7 чорний пішак · c6 чорний кінь · d6 чорний пішак · f6 білий пішак · h6 біла тура · b5 білий пішак · d5 чорний пішак · e5 чорний король · g5 білий кінь · e4 білий кінь · e3 білий пішак · h3 білий пішак · a2 білий ферзь · b2 білий король · f2 біла тура | d8 чорний кінь · c7 чорний слон · f7 чорний пішак · c6 чорний кінь · d6 чорний пішак · f6 білий пішак · h6 біла тура · b5 білий пішак · d5 чорний пішак · e5 чорний король · g5 білий кінь · e4 білий кінь · e3 білий пішак · h3 білий пішак · a2 білий ферзь · b2 білий король · f2 біла тура | d8 чорний кінь · c7 чорний слон · f7 чорний пішак · c6 чорний кінь · d6 чорний пішак · f6 білий пішак · h6 біла тура · b5 білий пішак · d5 чорний пішак · e5 чорний король · g5 білий кінь · e4 білий кінь · e3 білий пішак · h3 білий пішак · a2 білий ферзь · b2 білий король · f2 біла тура | d8 чорний кінь · c7 чорний слон · f7 чорний пішак · c6 чорний кінь · d6 чорний пішак · f6 білий пішак · h6 біла тура · b5 білий пішак · d5 чорний пішак · e5 чорний король · g5 білий кінь · e4 білий кінь · e3 білий пішак · h3 білий пішак · a2 білий ферзь · b2 білий король · f2 біла тура | 2 |
| 1 | d8 чорний кінь · c7 чорний слон · f7 чорний пішак · c6 чорний кінь · d6 чорний пішак · f6 білий пішак · h6 біла тура · b5 білий пішак · d5 чорний пішак · e5 чорний король · g5 білий кінь · e4 білий кінь · e3 білий пішак · h3 білий пішак · a2 білий ферзь · b2 білий король · f2 біла тура | d8 чорний кінь · c7 чорний слон · f7 чорний пішак · c6 чорний кінь · d6 чорний пішак · f6 білий пішак · h6 біла тура · b5 білий пішак · d5 чорний пішак · e5 чорний король · g5 білий кінь · e4 білий кінь · e3 білий пішак · h3 білий пішак · a2 білий ферзь · b2 білий король · f2 біла тура | d8 чорний кінь · c7 чорний слон · f7 чорний пішак · c6 чорний кінь · d6 чорний пішак · f6 білий пішак · h6 біла тура · b5 білий пішак · d5 чорний пішак · e5 чорний король · g5 білий кінь · e4 білий кінь · e3 білий пішак · h3 білий пішак · a2 білий ферзь · b2 білий король · f2 біла тура | d8 чорний кінь · c7 чорний слон · f7 чорний пішак · c6 чорний кінь · d6 чорний пішак · f6 білий пішак · h6 біла тура · b5 білий пішак · d5 чорний пішак · e5 чорний король · g5 білий кінь · e4 білий кінь · e3 білий пішак · h3 білий пішак · a2 білий ферзь · b2 білий король · f2 біла тура | d8 чорний кінь · c7 чорний слон · f7 чорний пішак · c6 чорний кінь · d6 чорний пішак · f6 білий пішак · h6 біла тура · b5 білий пішак · d5 чорний пішак · e5 чорний король · g5 білий кінь · e4 білий кінь · e3 білий пішак · h3 білий пішак · a2 білий ферзь · b2 білий король · f2 біла тура | d8 чорний кінь · c7 чорний слон · f7 чорний пішак · c6 чорний кінь · d6 чорний пішак · f6 білий пішак · h6 біла тура · b5 білий пішак · d5 чорний пішак · e5 чорний король · g5 білий кінь · e4 білий кінь · e3 білий пішак · h3 білий пішак · a2 білий ферзь · b2 білий король · f2 біла тура | d8 чорний кінь · c7 чорний слон · f7 чорний пішак · c6 чорний кінь · d6 чорний пішак · f6 білий пішак · h6 біла тура · b5 білий пішак · d5 чорний пішак · e5 чорний король · g5 білий кінь · e4 білий кінь · e3 білий пішак · h3 білий пішак · a2 білий ферзь · b2 білий король · f2 біла тура | d8 чорний кінь · c7 чорний слон · f7 чорний пішак · c6 чорний кінь · d6 чорний пішак · f6 білий пішак · h6 біла тура · b5 білий пішак · d5 чорний пішак · e5 чорний король · g5 білий кінь · e4 білий кінь · e3 білий пішак · h3 білий пішак · a2 білий ферзь · b2 білий король · f2 біла тура | 1 |
|   | a | b | c | d | e | f | g | h |   |

1. Sd2! ~ 2. Sdf3 Kf5 3. Db1#
1. ... Sd4 2. Tf5!+ S:f5 3. Sdf3#
                2. ... K:f5 3. Dd5#
1. ... Sb4 2. D:d5!+ S:d5 3. Sc4#
                2. ... K:d5 3. Tf5#